# Tàngara capgrisa
La tàngara capgrisa (Eucometis penicillata) és una espècie d'ocell americana tropical de la família dels tràupids i única representant del gènere Eucometis P.L. Sclater, 1856.
És una au mitjana, d'entre 15 i 17 cm de longitud. No hi ha dimorfisme sexual molt evident.
Habita a la regió intertropical de l'Amèrica continental, des del sud-est de Mèxic fins al nord de l'Argentina, principalment en selves tropicals. És insectívor.